# 角
角（つの）とは、動物の主に頭部にある堅く突き出た構造のこと。また、それに似た形状のものを指して角と呼ぶこともある。

## 概説
本来、生物学的には角は奇蹄目の一部や偶蹄目などの哺乳動物に見られる角質または骨質突起のことを指すが、一般的にはそれに似た円錐形その他の形状の突起を角と呼ぶ。普通は頭部に生じ、正中線上に生じるものは単独で、そうでないものは対を成して生じる。
角を持つものとしては、哺乳類と昆虫に例が多く、それ以外の動物にも散見される。
哺乳類の角の役割は、まず武器であると考えられる。頭部にあって上や前を向く角は、やや頭を下げたときに、視界方向に突き出す形をとるが、これもそのような用途に適する。天敵に対する武器として使われるとも考えられるほか、同種内で、集団での地位の確認や、メスや餌場の取り合いなどの場合に、雄同士の威嚇やけんかの武器として使われる。特によく発達した例では、性淘汰による可能性が指摘される。カブトムシ類の角もほぼ同様に使われる。
これに対して、それ以外の動物でははっきりした角がありながら、何の役に立つのか分からない場合も少なくない。一部はむしろ天敵が食べるときにそれを邪魔する役割があると考えられ、攻撃的な意味を見出しがたい。
牛、羊、ヤギ、鹿、キリンなどにおいては、体温（脳に流れる血液）の放熱に使われているという意見がある。
なお、角とは認められない触角・触手・顎などが｢角｣と呼ばれる例もある。

## 脊椎動物の角

### 哺乳類
現生の哺乳類の角は骨が変化した器官であるものが多く、主に草食動物に見られる。雄で発達している例が多く、敵に対する武器として、また同種間の争いに使われる。特に反芻動物などが持つことが多く、ぶつけ合ってメスや餌場を取り合う。
角には、シカ科・ウシ科・プロングホーン科・キリン科（以上は偶蹄目）と奇蹄目サイ科の5種類の角がある。
角の根元にある皮膚で覆われた部分を角座といい、ここを基部として角質または骨質の角が生える。

#### 枝角（シカ科）

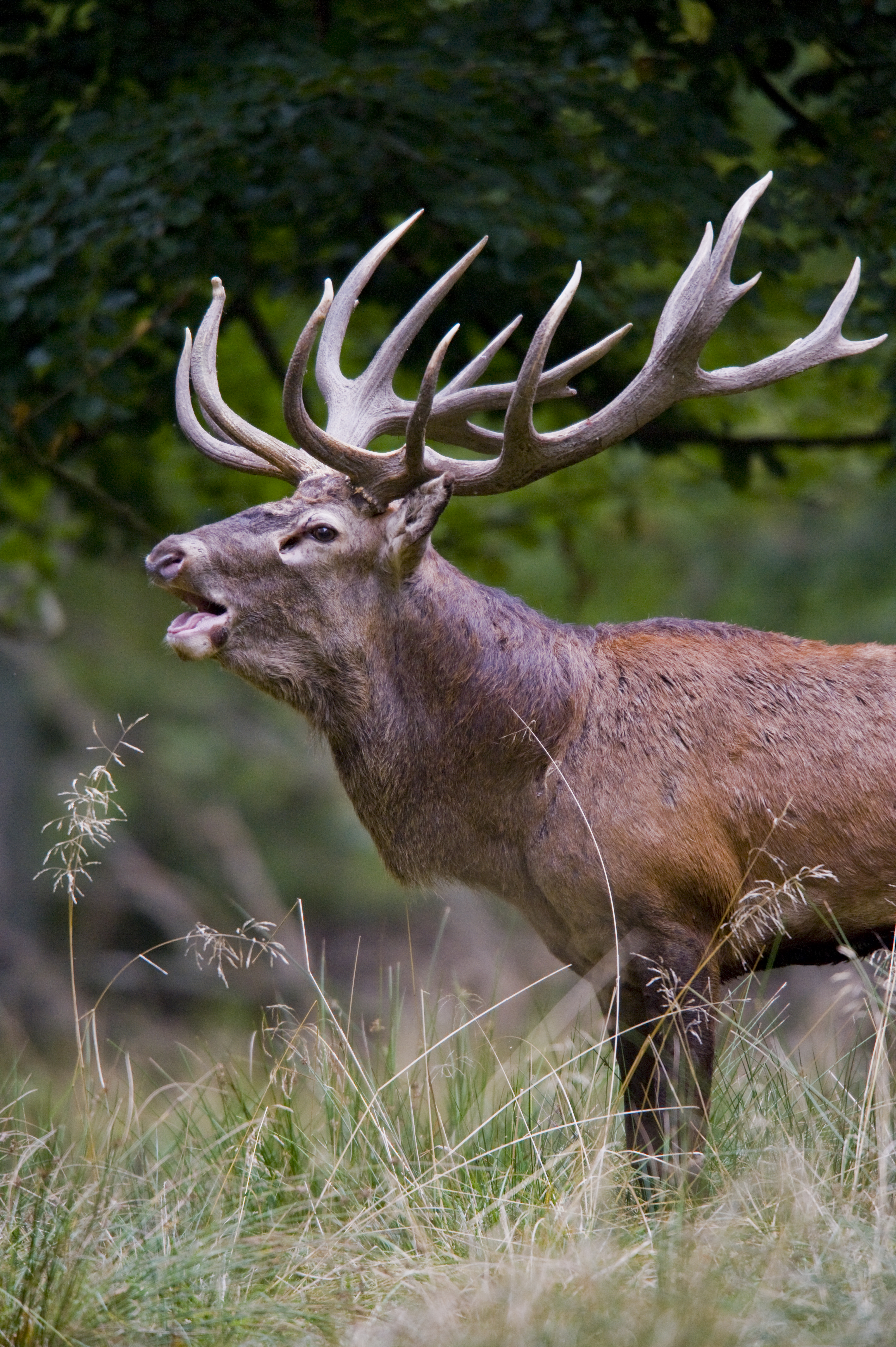
アカシカの枝角

シカ科（ニホンジカやトナカイ、ヘラジカやシフゾウなど）の角は、枝分かれすることから枝角と呼ばれる。英語ではAntler（アントラー。対をなすことから通常はアントラーズ）と呼ばれる。毎年生え替わり、通常、オスにのみ生える（トナカイはオスにもメスにも生える）。頭の上に毛皮をかぶったこぶとして発生し（袋角という）、伸び出して中に骨が作られると、毛皮が剥がれて角が姿を現わす。季節がすぎると、角は根元から外れて落ちる。角を合わせて戦うことは少なく、むしろ角の立派さで地位を決めている種が多い。これらの角は枝分かれしているものが多いが、高齢や栄養状態の良い個体程枝が多く立派なものを持つ。

#### 洞角（ウシ科、プロングホーン科）

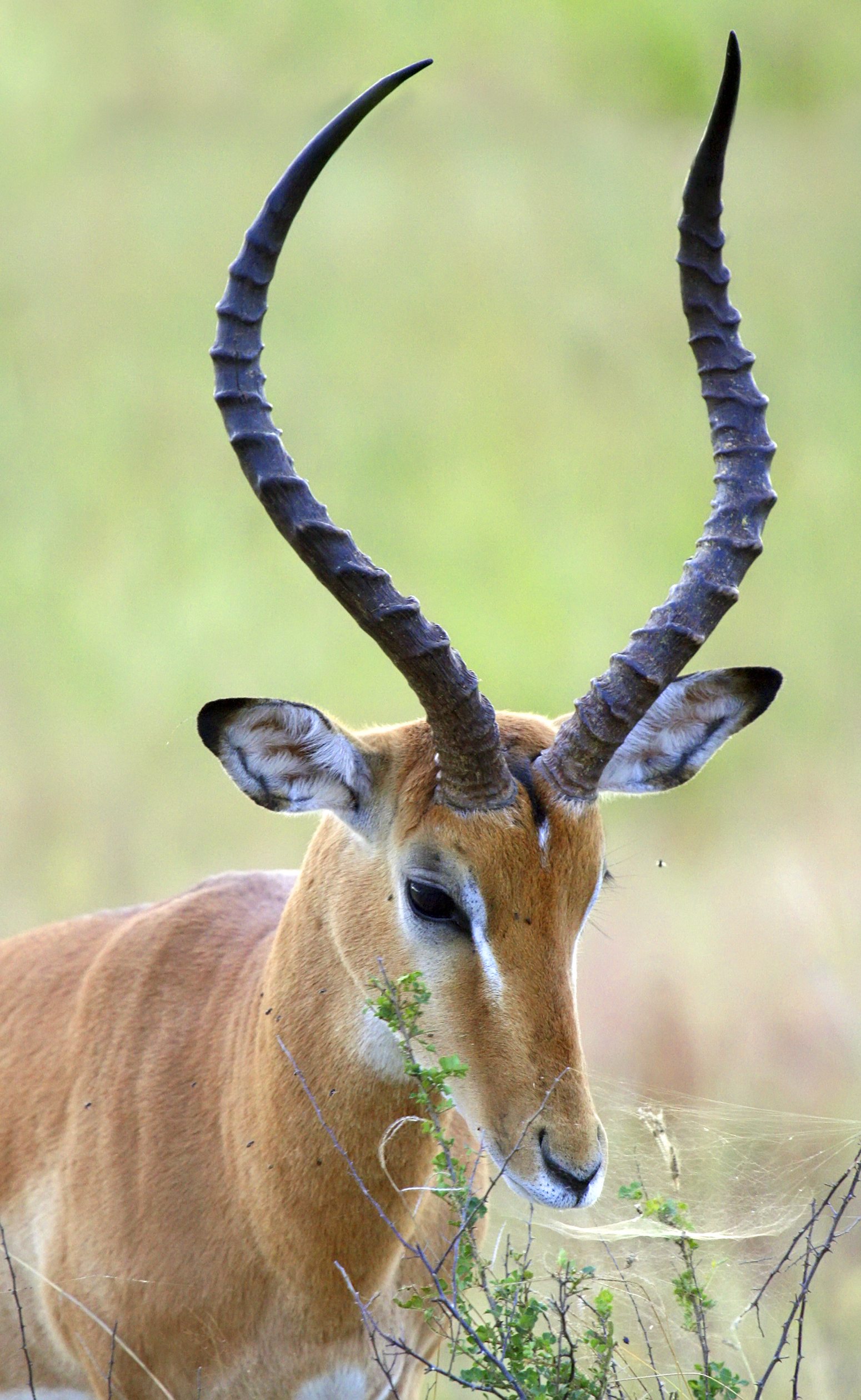
インパラの洞角

ウシ科の角は、洞角といわれる。英語ではHorn(ホーン)。頭蓋骨に角の形－角突起、あるいは角芯－があり、その骨の上に爪のように角の皮（角鞘）がかぶった状態で存在し、一生伸び続ける。オスにもメスにも生える。鹿のように枝分かれすることはない。レイヨウの仲間の角は、実際の争いで角を使う種が多い。特に、砂漠や高山などに住む種が争いに角を使う。
プロングホーンの角は、頭蓋骨に角の形－角突起、あるいは角芯－があり、その骨の上に爪のように角の皮（角鞘）がかぶった状態で存在することはウシ科の角と同じ構造であるが、角質部が枝分かれしており、角質部が1年に1回生え変わる。（シカ科の枝角のように骨質部が生え替わることはない。）オスにもメスにも角はあるが、通常メスの角は非常に小さい。プロングホーンの一種のみでプロングホーン科を形成している。日本国内では横浜市立金沢動物園でのみ、飼育されている。

#### オッシコーン（キリン科）

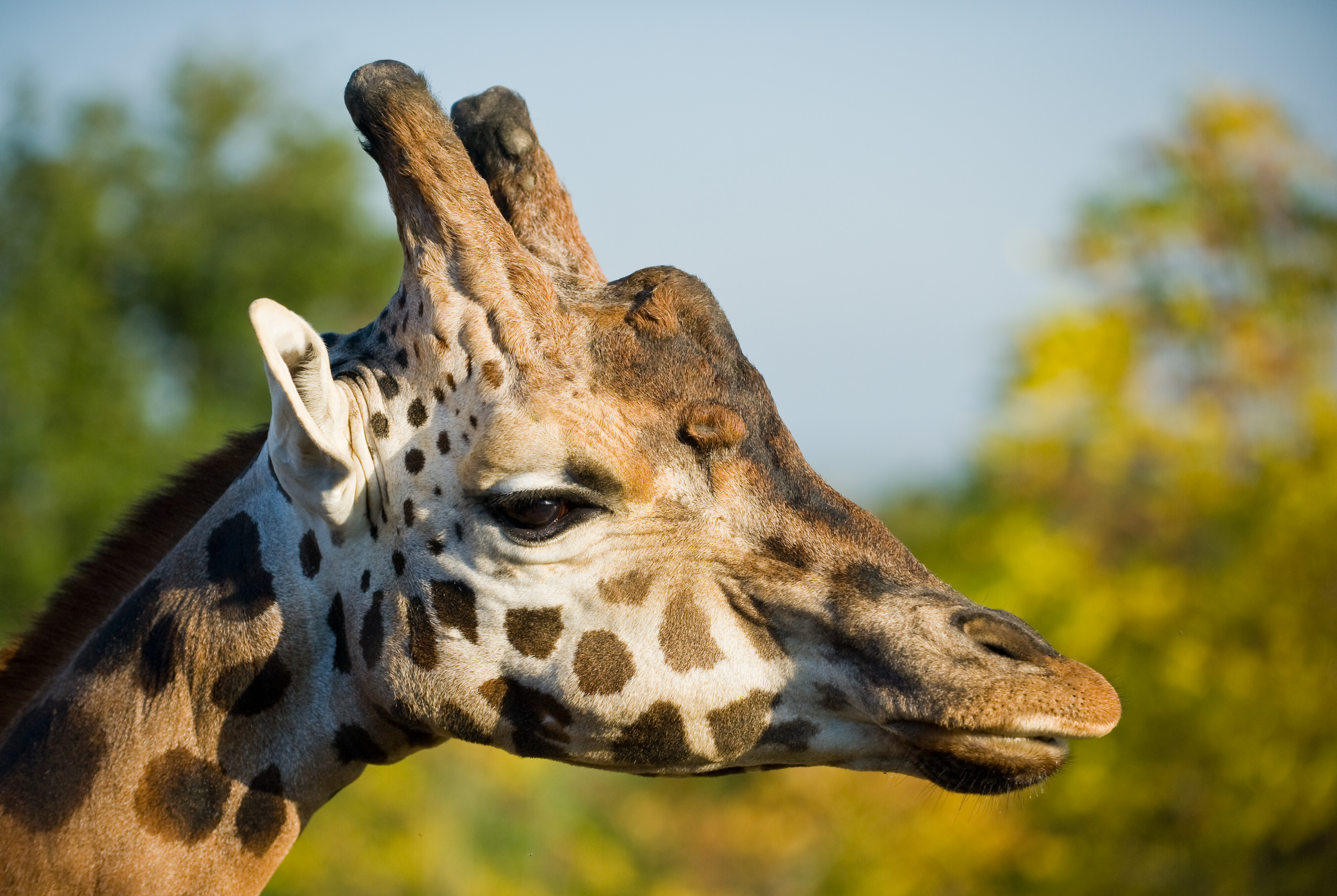
キリンのオシコーン

キリンの角は5本（頭の上2本と目の間に1本、後頭部に2本）あり、加齢とともに大きくなる。オスにもメスにもある。頭頂部の2本の角はネッキングといわれる戦いの際に使用されるが、ほかの3本の角は、進化前の名残りではないかともいわれている。この角は頭骨の一部が隆起して出来た突起に皮膚が被ったものである。同じキリン科でもオカピの角は2本で、オスにしかない。キリン科の角は、英語ではOssicone（オッシコーン）と呼ばれている。

#### サイの角

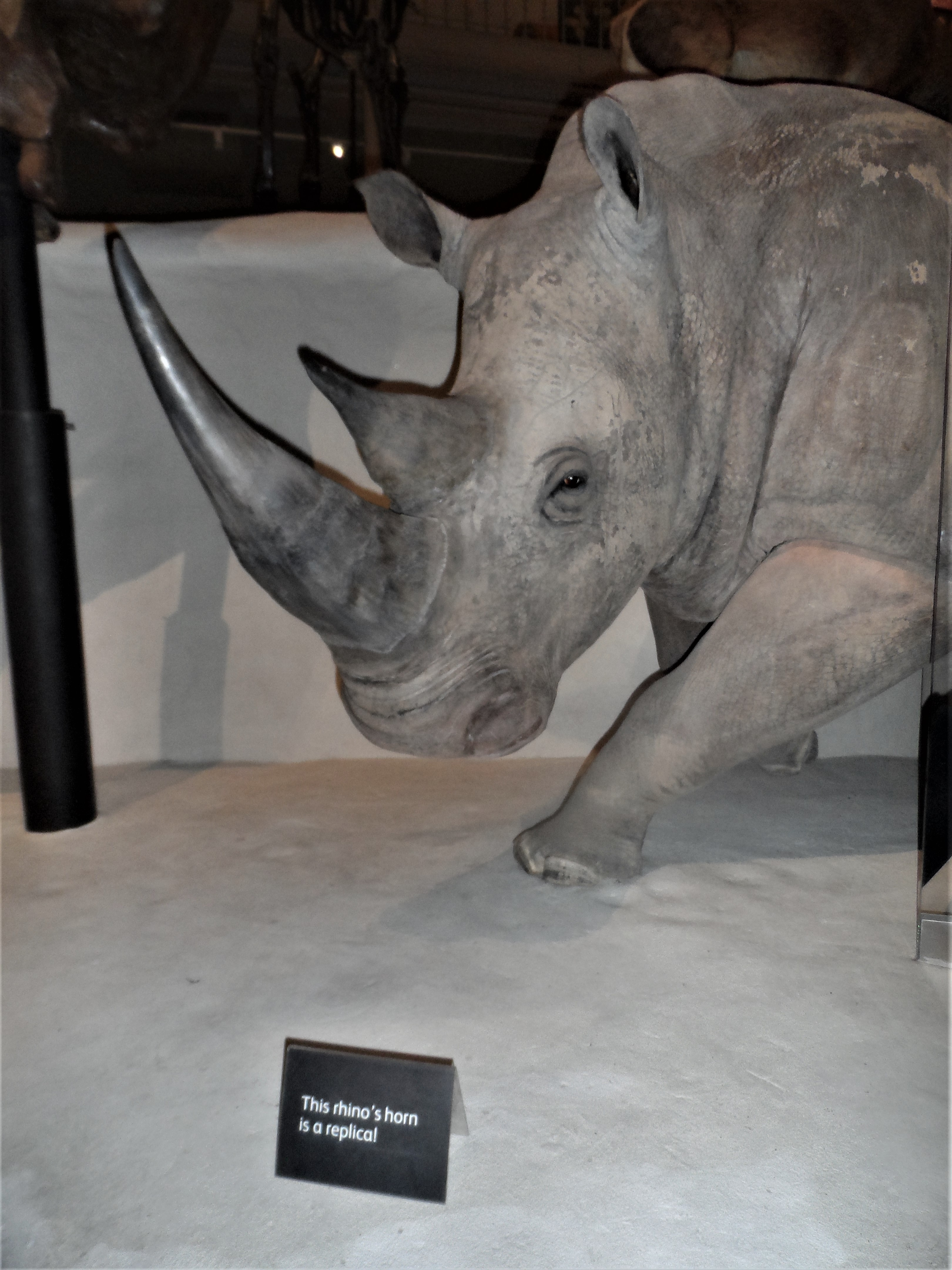
サイの角

奇蹄目のサイ亜目の動物の角は鼻の頭にあり、1本のものと、縦に2本並ぶものがある。肉食動物に抵抗するときなどに使われ、骨質ではなく角質、毛が束になったものであり、「中実角」とも呼ばれる。そのため通常は化石として残る事は無いが、角の基部に当たる部分の骨の表面が粗面となっており、その存在を知ることができる。この角 - 「犀角」または「烏犀角」 - は漢方薬として珍重されたため、乱獲を招いた。 英語ではHorn（ホーン）。

#### 角ではない類似構造
歯が変形して角の様な構造になっている例もあるが、これは角とは呼ばず、牙と呼ぶ。バビルサの牙は上顎犬歯が長く伸びて上唇を突き破り、湾曲して角に似た構造をとったものである。イッカクの牙は前方に長く突き出る。これはオスのみが持ち、上顎の左の切歯が変形したものである。繁殖期に使われ、立てて長さを競い、地位を決める。右の切歯は歯肉内に留まるが極まれにこれも伸びた二本牙の個体も存在する。

#### 化石種
絶滅した哺乳類にも角を持つものは少なくない。
鯨偶蹄目の中ではラクダ科の姉妹群とされるプロトケラス科は、鼻上及び側頭部に角を持っていた。後期の属、シンテトケラスの鼻上部にはY字形の大きな角、側頭部には上方に湾曲した角があった。
また奇蹄目ではブロントテリウム科の幾つかのグループは鼻上に大型の角を発達させた。このグループは、アジア産と北米産では角を構成する骨が異なっていた。
長鼻目の近縁である重脚目も、大型の角を持っていた。代表的な属の一つアルシノイテリウムは、吻部から額までの前頭部を基部とする二股に分かれた大きな角と、後頭部の一対の小さな角を持っていた。前頭部の角は巨大であったが中空で軽量であり、声を発する際の共鳴器官として使用したとの説もある。
他には、初期の大型草食動物である恐角目のウインタテリウムは、頭部に三対六本の角を持っていた。また、齧歯類のエピガウルスも鼻上に一対の角を持つ。
以上のグループは、化石として発見された角突起の表面がざらついていたり、あるいは血管の痕跡などが発見されている事から、キリンなどと同様、上面に皮膚が被さったオッシコーンだったのでないかと推定されている。また、雄（と推定される標本）の方が大きい、または雄にしかないなど性的二形を示すものも少なくなく、性的ディスプレイや雌を巡る儀礼的闘争に使われたのではないかと思われる。ブロントテリウムなど幾つかの種で、角によって負った傷跡を持つ化石が発見されている。
異節上目にも角状の構造物を持つものが存在した。被甲目に属するペルテフィルスは、頭部を覆う鱗板骨の前端、吻上部の一対（二対の可能性もあり）が角状に隆起していた。生体ではこの上に角質の鞘が被っていたと思われる。
上記の様に哺乳類の化石種には多様な角を持つものが多いが、その祖である初期獣弓類も多様な角を発達させた。現在知られうる最古の獣弓類であるテトラケラトプスは、学名の「四つの角を持つ顔」の名の通り、四つ（後に六つと判明した）の角状突起を持つ。この生物は、頭部に角を持つ最古の有羊膜類でもある。また、ディノケファルス類（恐頭類）のエステメノスクスは、ヘラジカにも似た枝分かれした角状の突起を持っていた。これらの生物の角の表面がいかなる状態であったかは化石からは判明していない。

#### 角研ぎ
シカの角は皮膚に包まれて発達し、内部で硬化し、最後に皮膚が破れて完成する。その際にシカは角を樹木の幹に当て、こするようにして皮膚を剥ぎ取り、また角の表面を磨く。これをシカの角研ぎという。カモシカの場合は皮膚がはがれたりはしないが、やはり先端を磨くことは大事であるらしく、同様に樹木にこすり付ける。
こすり付けられた樹木は、当然樹皮がはがれ、普通は下から上に削り落としたような傷がつく。
また、サイも同様に角を研いで手入れしている。

### 爬虫類・鳥類

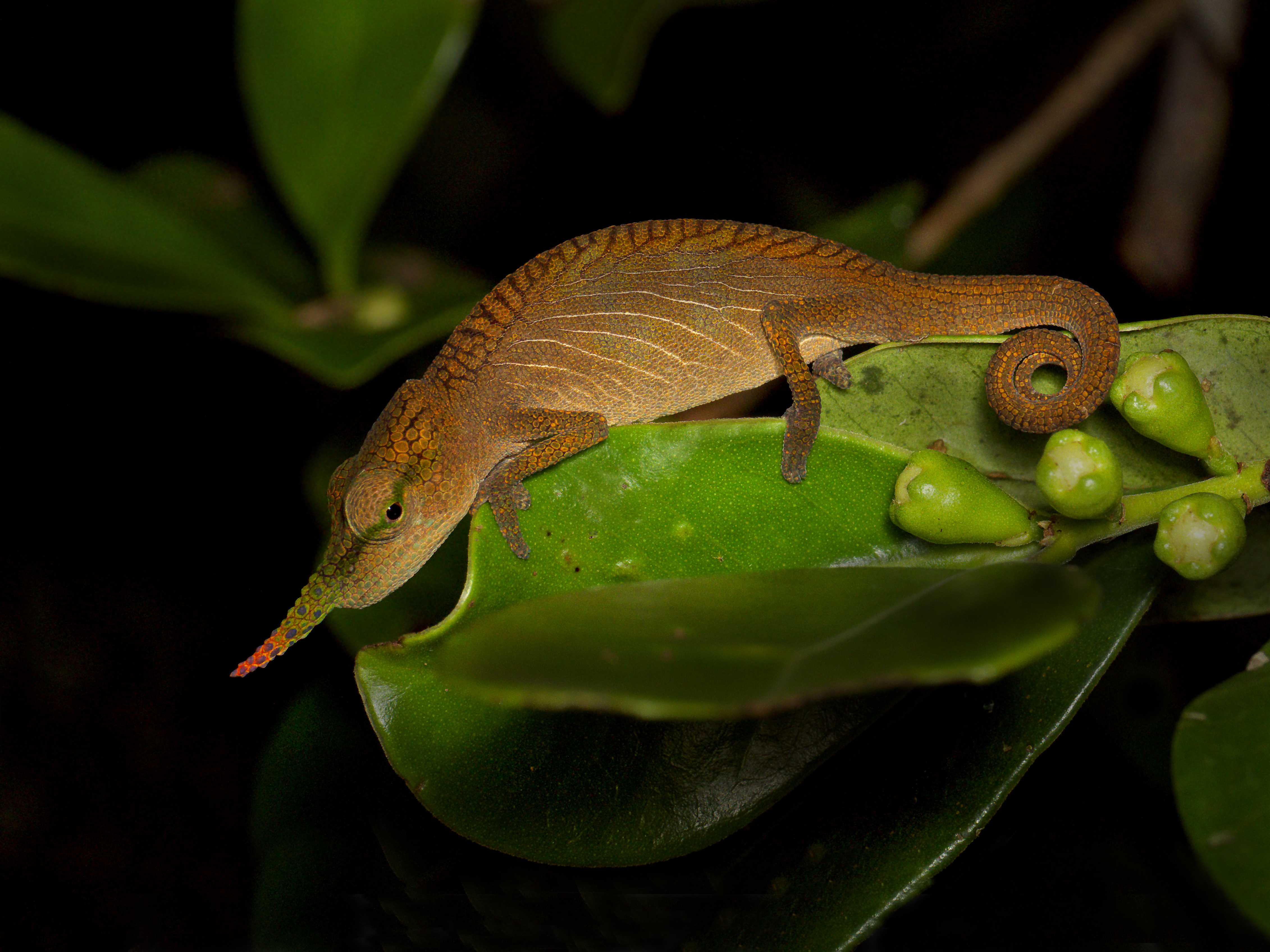
カメレオンの角

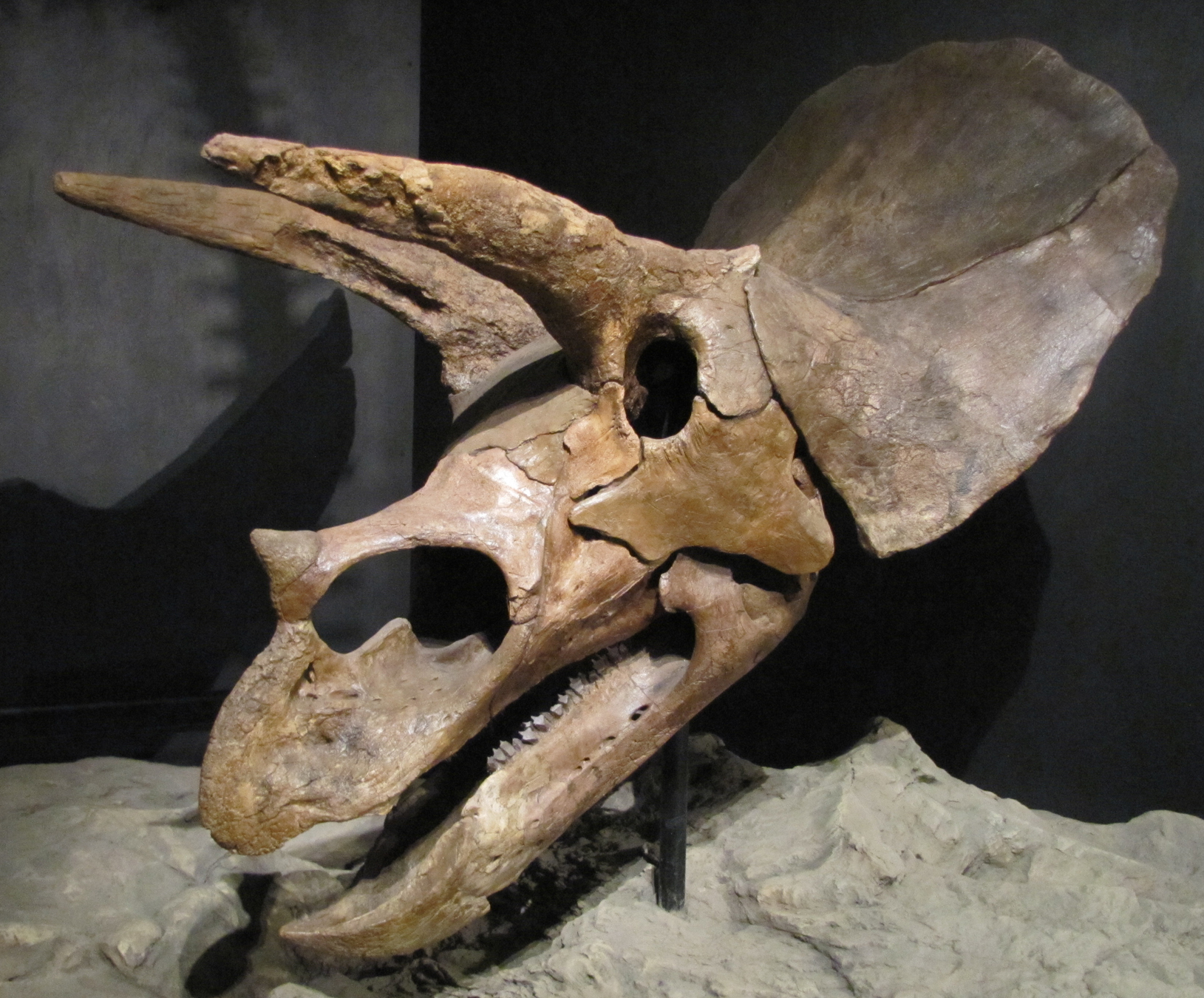
トリケラトプスの角

爬虫類では、トカゲ類、カメレオン類に鼻の頭や目の上に角を持つものがある。ジャクソンカメレオンのようにこれぞ角、という姿で実際にもそれを突き合わせて戦う例もある。しかしそれ以外では、大半はやや突き出しているので角と呼んでいる、というレベルであり、角の役割は果たしていない。ツノトカゲなどはこの例である。両生類にもツノガエルという例があるが、ほぼこれと同じである。
絶滅群のうち恐竜では、カルノタウルスなど肉食のものも角状構造を持つものが多かった。また、鳥盤類のケラトプス類がウシあるいはサイのような構造の角をもっていた。
鳥類ではサイチョウなどに、くちばしの上に角状の付属突起を持つものがあるが、どのような役に立つかはよくわからない。

### 魚類
魚類では、ハコフグ類などに目の上に角を持つものがある。これらはほ乳類のようにその角をもって争うようには見えず、むしろ外敵に食べられにくくする効果も考えられている。

## 昆虫の角

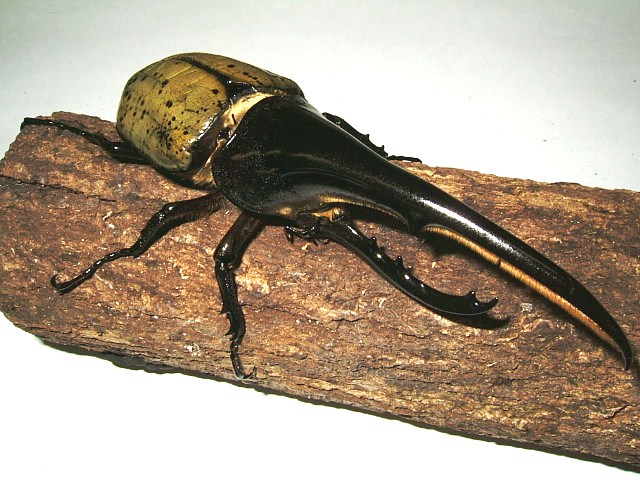
ヘラクレスオオカブトの角

甲虫類（コウチュウ目）の昆虫、特にコガネムシ上科のオスに角を頭部と胸部、もしくはそのいずれかに持つものが多い。特に有名なのがカブトムシ亜科の昆虫であり、その角は雄同士の争いや、餌を巡って他の昆虫を追い払うのに使われる。ほかに、糞虫のダイコクコガネや、ゴミムシダマシ科（コブスジツノゴミムシダマシなど）も似たような構造と機能をした角に持つものがある。クワガタムシ科の甲虫は能動の角のように突出した構造を先頭に1対もつが、発達した大顎で、目立たない大きさの種もある。

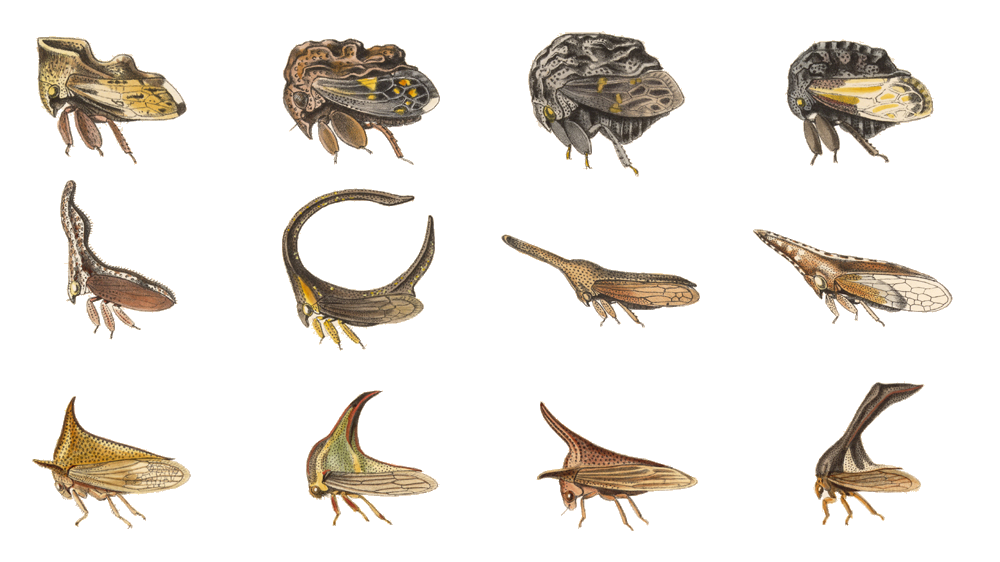
ツノゼミ

半翅類（半翅目/カメムシ目）の昆虫、特にビワハゴロモ科やテングスケバ科などの頭部に角のような突起がある。ツノゼミ科の種類は、その胸部に奇妙な形の角を持つことで有名である。いかにも角に見える堅いとがったものを持つものもあるが、柔らかいひらひらした突起や、曲がりくねった膨らみを持つものもある。擬態に関わるものと考えられているが、想像を絶するような形のものも存在する。

## カタツムリの角
童謡にも歌われているとおり、カタツムリには角と呼ばれるものが頭部から伸びるが、実際は眼である。

## 名前だけの角
角と名を持つが、実際には角を持たないものも多い。それらは触角などが目立つため、それを角に見立てて命名されたものである。ツノガイの貝殻全体が角に似るための命名である。以下のような例がある。
- 触角を角に見立てたもの
  - ツノトンボ
  - ツノヒラムシ
- 体に棘状の突起があるもの
  - ツノナガコブシガニ
  - ツノダシ
  - ツノカメムシ
- 全体が角に似ているもの
  - ツノガイ
  - ツノマタ

## 角がない生物に後天的に生える角

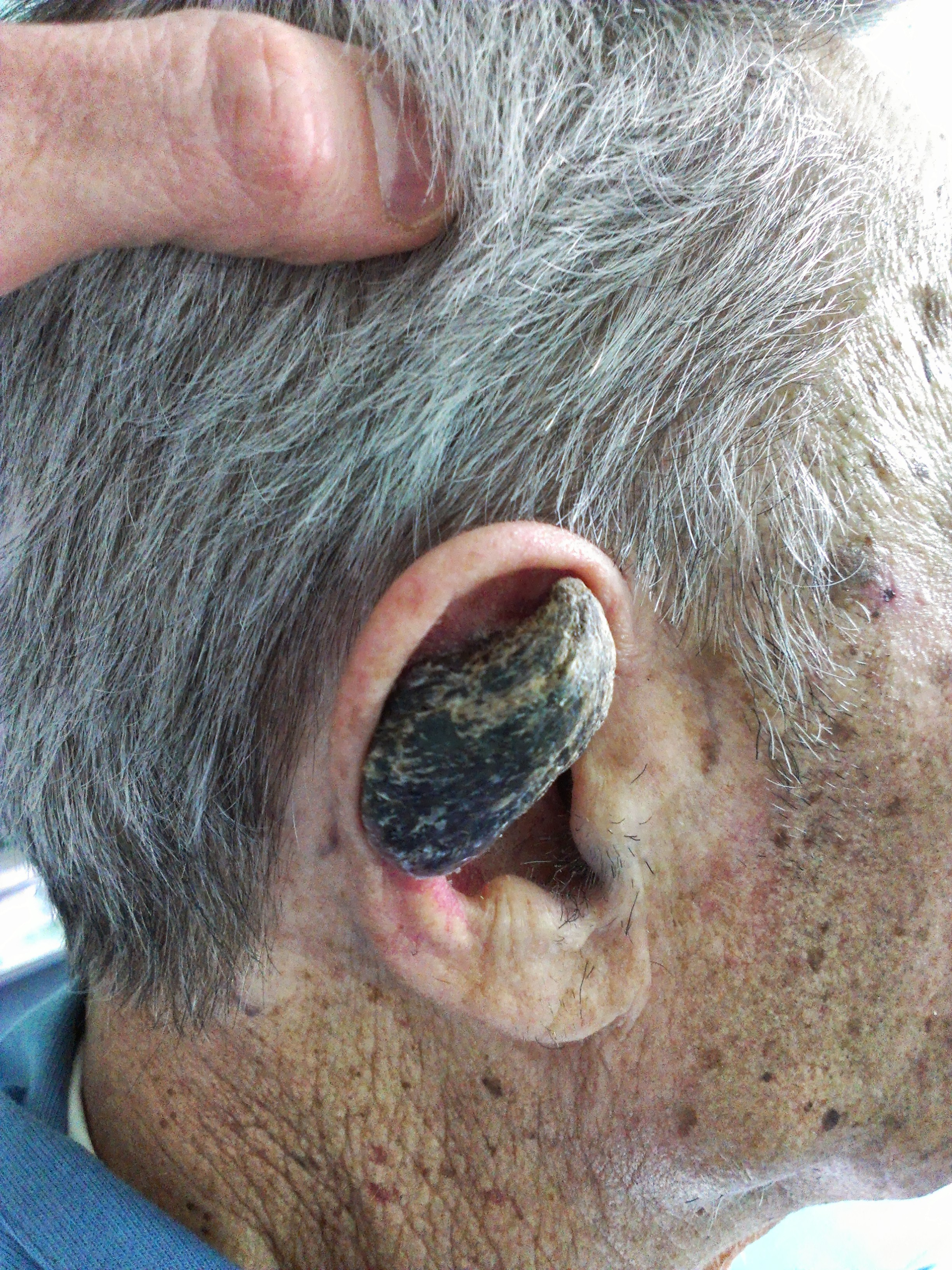
右耳にできた皮角

人間など
皮膚が盛り上がって角のようになったものを皮角と呼び、19世紀のフランス人女性の額から24.9cmの角が出ていた記録もある。原因は不明だが、頭など露出の多い部位にできる特徴がある。
日本の事例としては、天野信景が著した『塩尻』に、美濃国松木村の武右衛門の3歳になる娘の額に肉角が生えるも、その後亡くなった記録（さらに後、2人娘が生まれるも同様の症状）がみられる。この他、『北窓琑談』に、寛政4年、備後国蘆田郡常村の農夫の額に角が生え、翌年に亡くなる記録や『三養雑記』に、薩摩の黒川某の額に角が生えたという記述がみられる。
うさぎ
うさぎに角が生えていることは無いという兎角（とかく）という用語があるが、レプス・コルヌトゥスなどの角の生えた例が報告されており、ショープ乳頭腫ウイルスに感染したためだという研究者もいる。
ウマ
『捜神記』の記述として、呉で、漢の文帝12年、馬に角が生えた記録が見られ、耳の前に生え、右は3寸、左は2寸ほどの長さがあったとされる。

## 民俗
日本人にとってもっとも近しい角は、牛とシカのそれであろう。西洋ではこれにヤギ･羊が加わる。架空の生き物（等）を想像する場合、既成の動物に角を付ける、という例は数多い。ヒトに付ける例では、鬼の角は牛のそれであり、悪魔のそれはヤギのものである。また馬に角を付けたのは一角獣になる。地名の由来説話に『日本書紀』の都怒我阿羅斯等（角のある加羅王子）があり、「つぬ（角）が」生えた人が来たので、その地を「つぬが（敦賀）」と呼ぶようになったと記される。
角を持つものの戦いは、互いに角同士を押し当てての力比べの形をとることが多い。｢角つき合わせる｣という表現はこれによる。
俗に、腹を立てている女房を、亭主側からやや揶揄して、「角を生やしている」などという。その一方、南欧諸言語（イタリア語、スペイン語、ポルトガル語など）では角は妻を寝取られた男性の象徴であり（伊cornuto、西cornudo、葡corno）、「角を付ける」という表現は「妻を寝取る」という意味になる。
- 古くはシカの角を木の枝の一種とする伝承があって、近代まで信じられた。シカの角が骨の一種であるという主張は1817年、フランスのジョルジュ・キュビエによって提示された。
- 旧約聖書『出エジプト記』に登場するモーセに二本の角が生えていたとされたこともあったが、神から権能を授かった証とする説もあるが誤訳であったとも考えられている[25]。

## 人間社会での利用

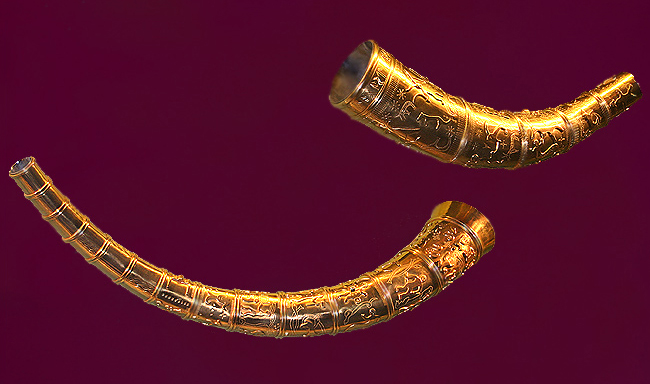
黄金の角（5世紀の遺物）

角の素材利用は有史以前まで遡る（骨角器）。角は動物体から得られる素材資源としては1個体あたりの量が少なく、利用に足る長大なものはさらに限られる。にもかかわらず、角は強さの象徴と見なされ、特別な力があると信じられる場合も多かった。角のある動物の剥製を飾りにしたり、角そのものを飾りに用いる例、角を日本刀の置き台にする例などがある。他の素材で角を模した工芸品も多く作られてきた。また、サイの角は漢方薬として珍重された（上述されるように単なる角質や毛の塊でしかないため、実際の効能は無い）。近世以前の西洋でも、伝説上の生物であるユニコーンの角の偽物としてイッカクの牙が高値で取引されていた。角を人間に狙われた動物は枚挙にいとまがない。
角は楽器にもなり、角笛として使われている。金管楽器の源流が角笛であり、ホルンの場合、語源そのものが角から来ている。水牛の角は三味線の撥の手元部分や特に地歌三味線の駒としても使われる。
獣角を加工し酒器とした角杯も知られる。銃の火薬を入れる容器に使われた時代もあった。
ブラックバック等の長く鋭く伸びる角を、インドのマドゥヴ（マドゥ）やシンガータといった武器に用いたこともあった。

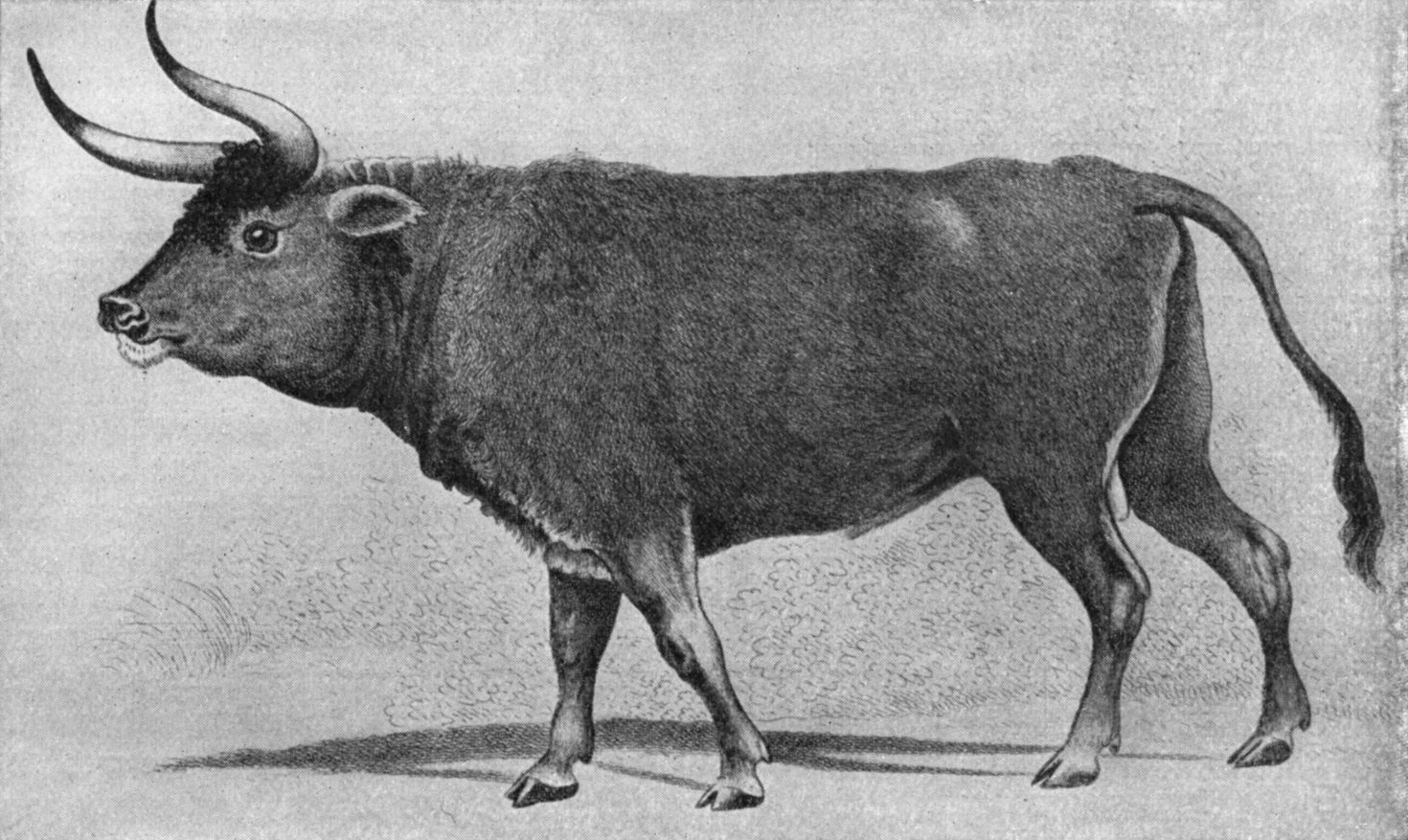
オーロックス

家畜の中では、ウシの角は原種のオーロックス等では相当に長大になり、古くは角笛や角杯として盛んに利用されたが、飼育下では他の牛や人間を角で突いて傷つけることが嫌われ、品種改良や断角で除かれてほとんど顧みられなくなってしまった、しかし近縁の水牛では、厳つい印象に反して、後ろ向きに伸びて対象を突くおそれがないため現代まで長大な角を生やして育てられ、印鑑の素材などとしても広く使われている。
人の文化では角は威嚇に使われており、兜や仮面にデザインされる場合が多い。鬼など恐ろしい怪物には角があるとしている文化も多い。漫画的には、怒りを表すときに（いささか古い表現であるが）角を描き加えることがある。また、漫画やアニメに登場するロボットには角を持つものも多い（角を直接戦闘に使う例はほとんどない）。